# Хермаде
Херма́де (гал. Xermade, ісп. Germade, МФА: [xɛɾ.ˈma.ðe]) — муніципалітет і містечко в Іспанії, в автономній спільноті Галісія, провінція Луго, комарка Терра-Ча. Розташоване у північно-західній частині країни. Входить до складу Лугоської діоцезії Католицької церкви. Площа муніципалітету — 166,27 км², населення муніципалітету — 2256 ос. (2009); густота населення — 
. Поштовий індекс — 2783X. Телефонний код — 34 982.

## Назва
- Херма́де (ісп. Germade, МФА: [xɛɾ.ˈma.ðe]) — сучасна іспанська назва.
- Шерма́де (гал. Xermade, МФА: [ʃɛɾ.ˈma.de]) — сучасна галісійська назва.

## Географія
Муніципалітет розташований на відстані близько 460 км на північний захід від Мадрида, 33 км на північ від Луго.

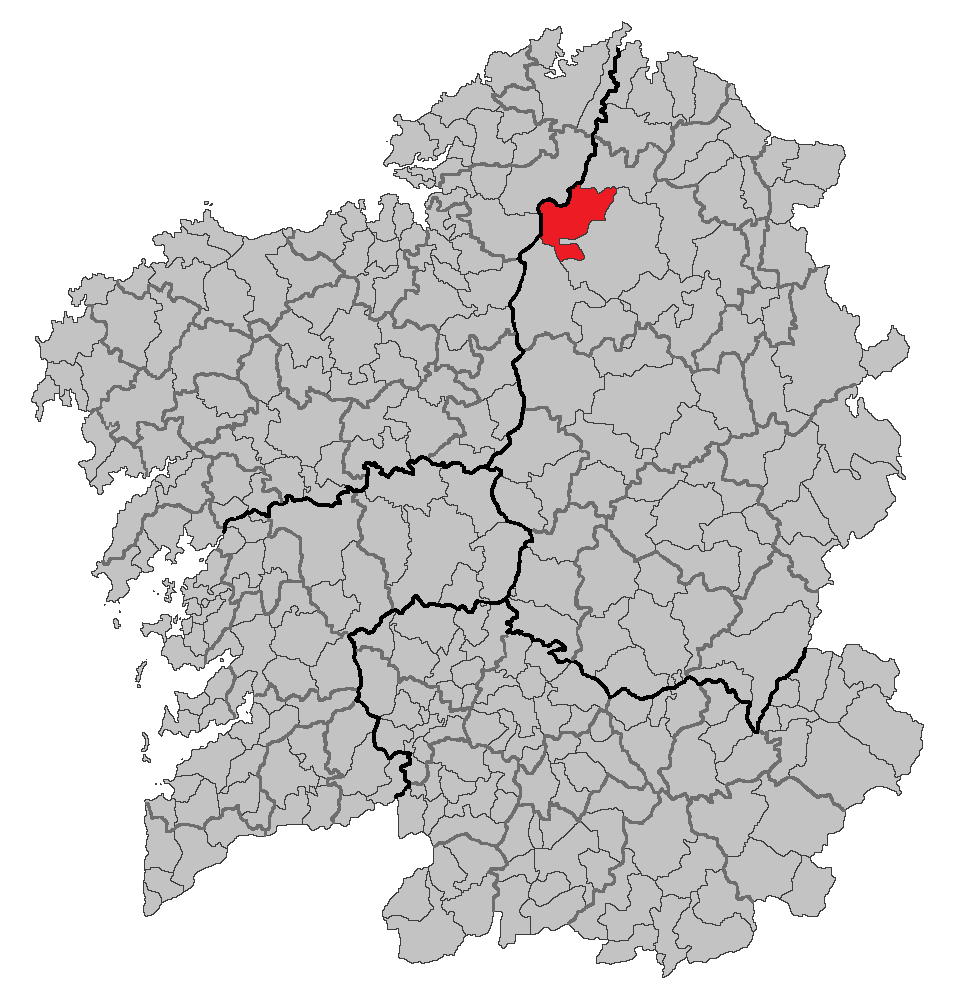
Муніципалітет у Галісії
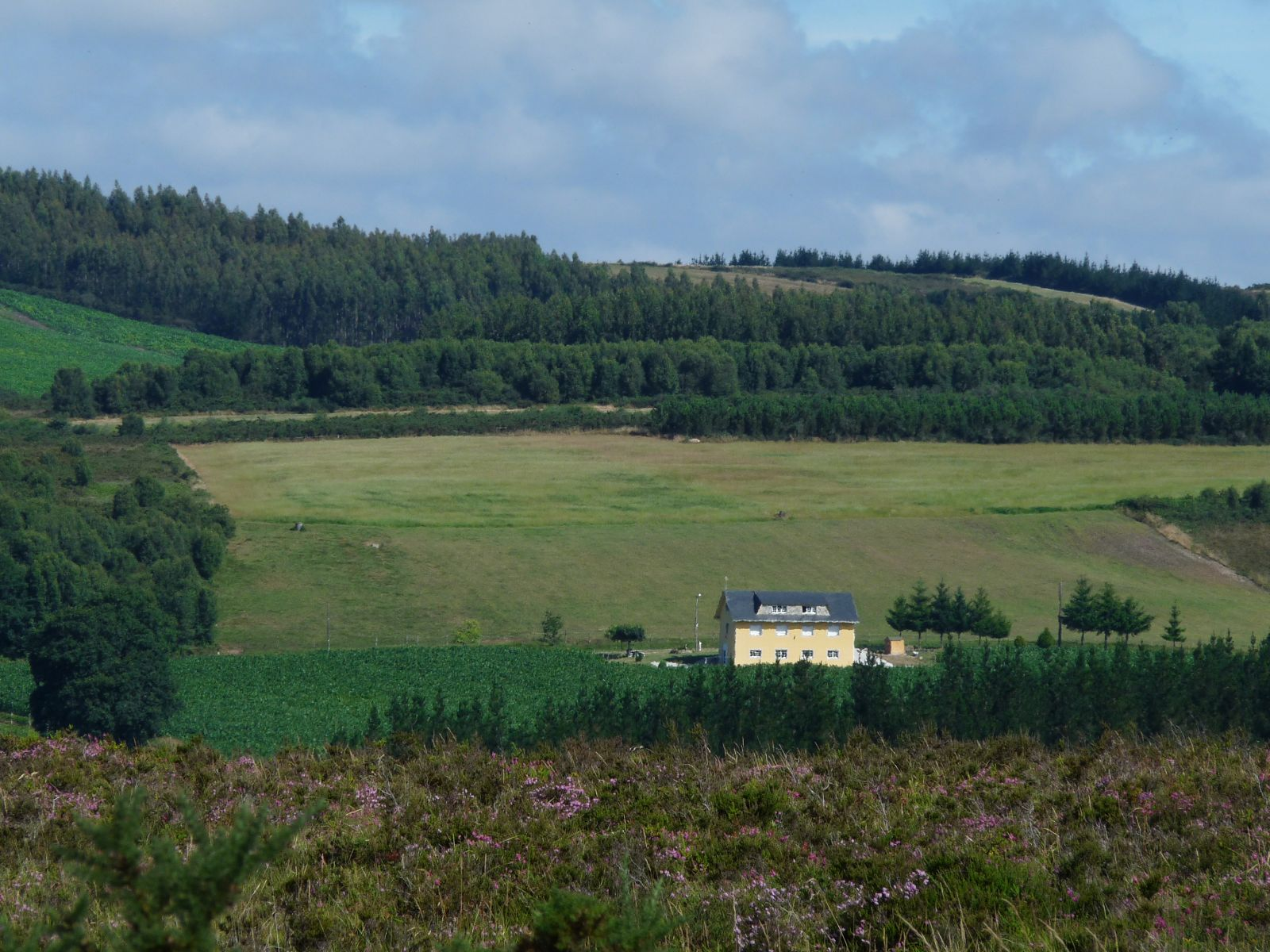
Краєвид
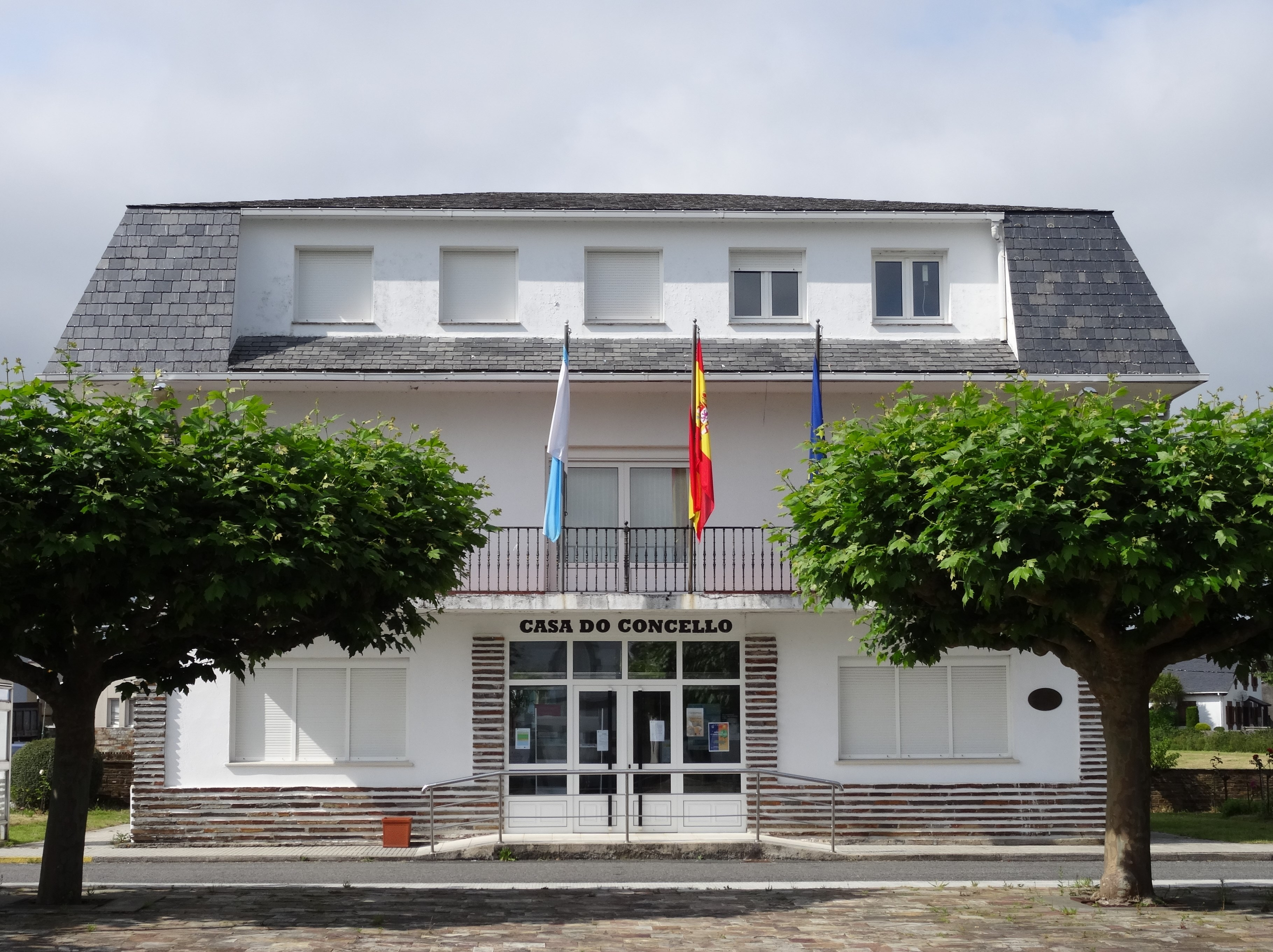
Ратуша
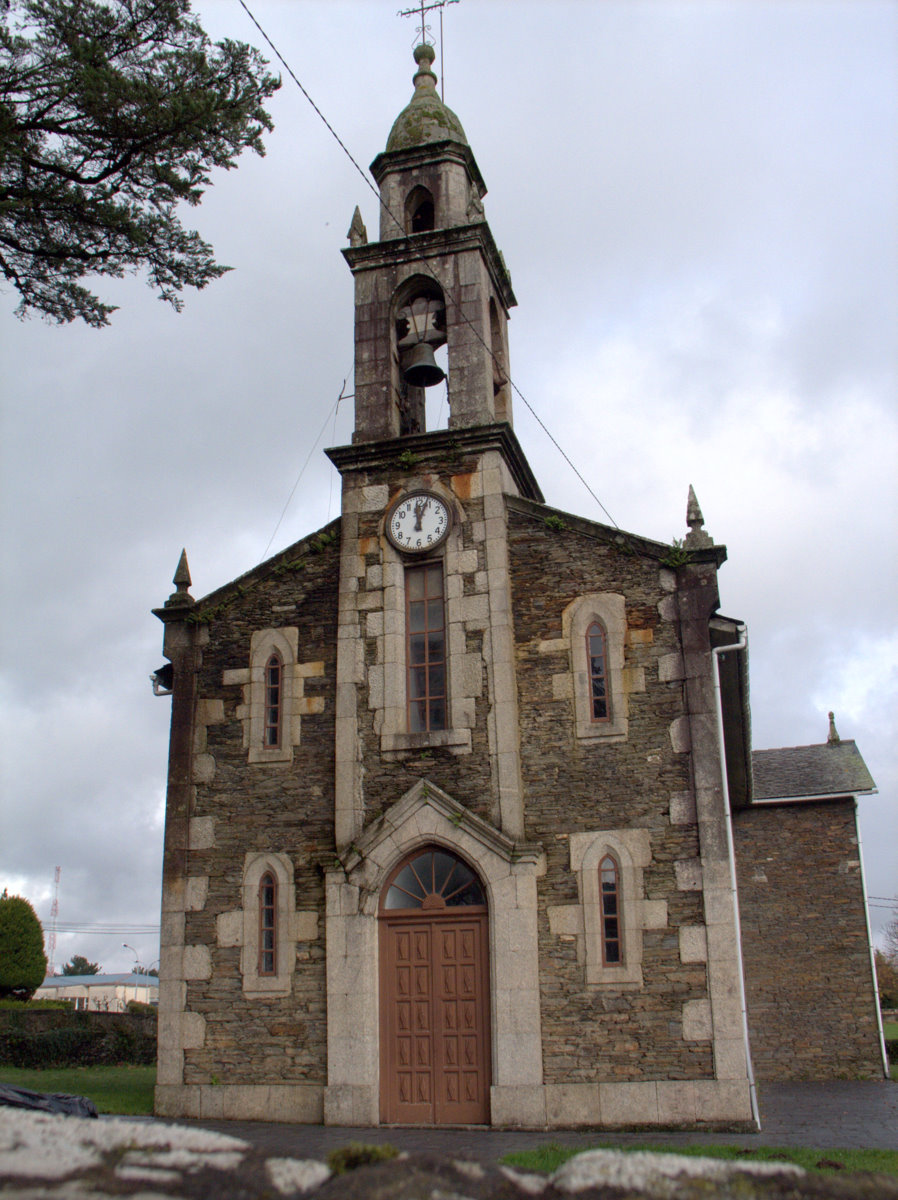
Церква
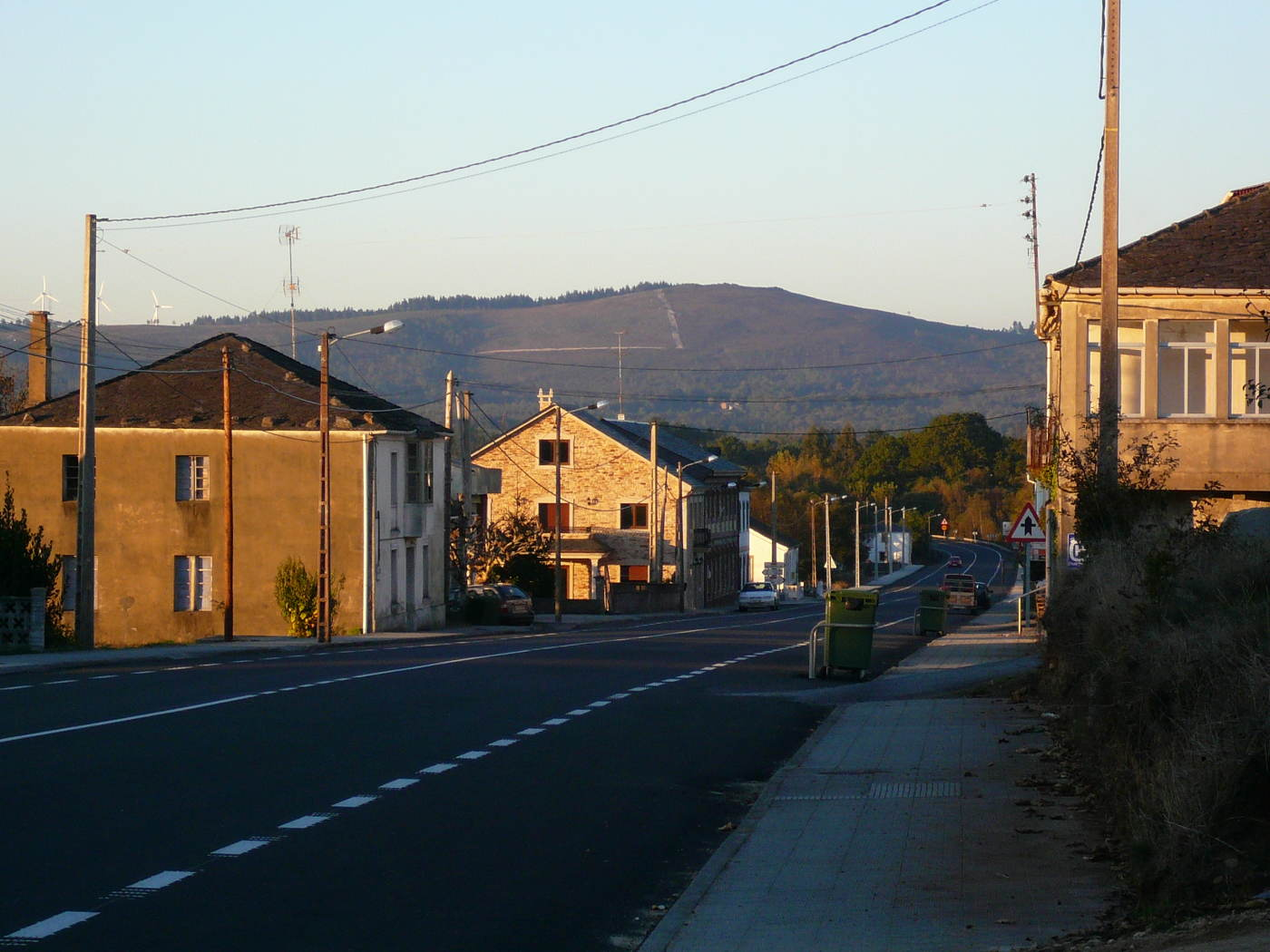
Вулиця

## Демографія
Динаміка населення (INE ):

## Парафії
Муніципалітет складається з таких парафій:
1. Бургас
2. Кабрейрос
3. Кандаміль
4. Касас
5. Лоусада
6. Мірас
7. Моман
8. Піньєйро
9. Роупар
10. Хермаде

## Релігія
Хермаде входить до складу Лугоської діоцезії Католицької церкви.